# Christian S. Oftedal
Pour les articles homonymes, voir Oftedal.
Christian Stephansen Oftedal est un homme politique, un écrivain et un conseiller de rédaction norvégien, né le 14 janvier 1907 et mort le 11 juillet 1955. Membre du Venstre, il siège au Storting (Parlement) de 1945 à 1949.

## Biographie et carrière
Christian S. Oftedal naît en 1907 à Stavanger, dans le Sud-Ouest de la Norvège. Il est le fils d'Alice Stephansen (1877–1938) et de Lars Oftedal (no) (1877–1932), conseiller d'État et conseiller de rédaction au journal Stavanger Aftenblad (en).
Christian Oftedal commence ses études en 1926. Il obtient le Cand.mag. (en) en 1931 puis poursuit ses études à Genève. De 1932 à 1940 puis de 1945 à 1955, il est, comme son père, conseiller de rédaction pour le Stavanger Aftenblad. Il est aussi membre du formannskap (no) de Stavanger de 1937 à 1940.
Oftedal est détenu par les Allemands en Norvège et en Allemagne de 1940 à 1945.
De 1945 à 1949, il représente la circonscription des villes de marché des comtés de Vest-Agder et de Rogaland (en) au Storting. Par ailleurs, il est membre du comité Nobel norvégien de 1945 à 1948 ainsi que délégué aux Nations unies de 1945 à 1954.

## Ouvrages
Oftedal a publié plusieurs ouvrages :
- I skyggen av et tukthus; glimt fra fangelivet i Tyskland, Stavanger, 1945 ;
- Verden er ny; tegninger og tanker fra et tysk tukthus, Stavanger, 1946 ;
- Tvers over Atlanteren; en reportasje fra USA, Oslo, 1947 ;
- Norge netop nu; en politisk oversigt, Copenhague, 1948 ;
- Daglig liv i Norges Storting, Oslo, 1950 ;
- Ni venner i profil, Oslo, 1952. Illustré par Randi Monsen (en) ;
- Storpolitikk på nært hold; om fred og ufred i FN, Oslo, 1953.